# Brinckmann und Lange

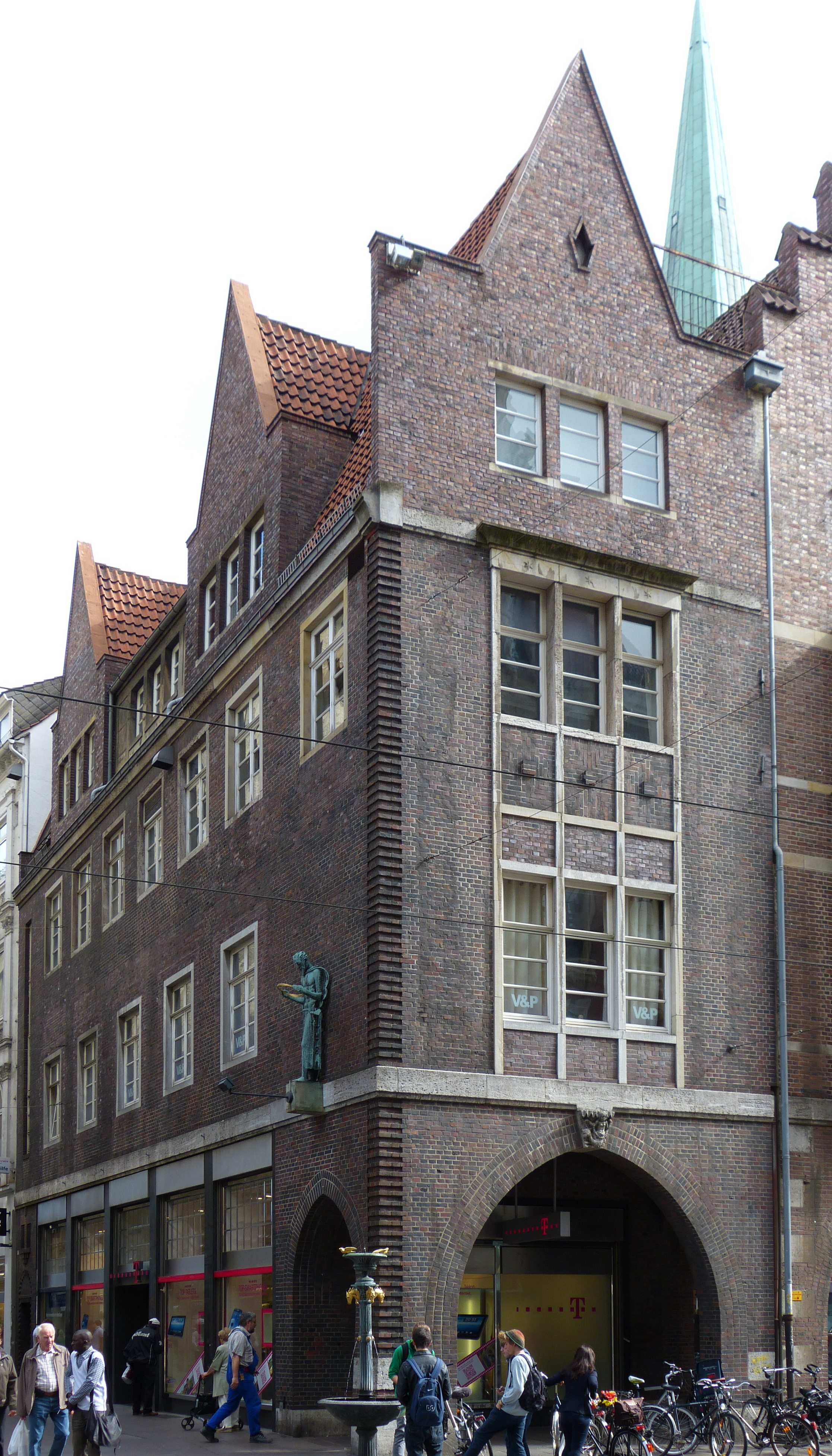

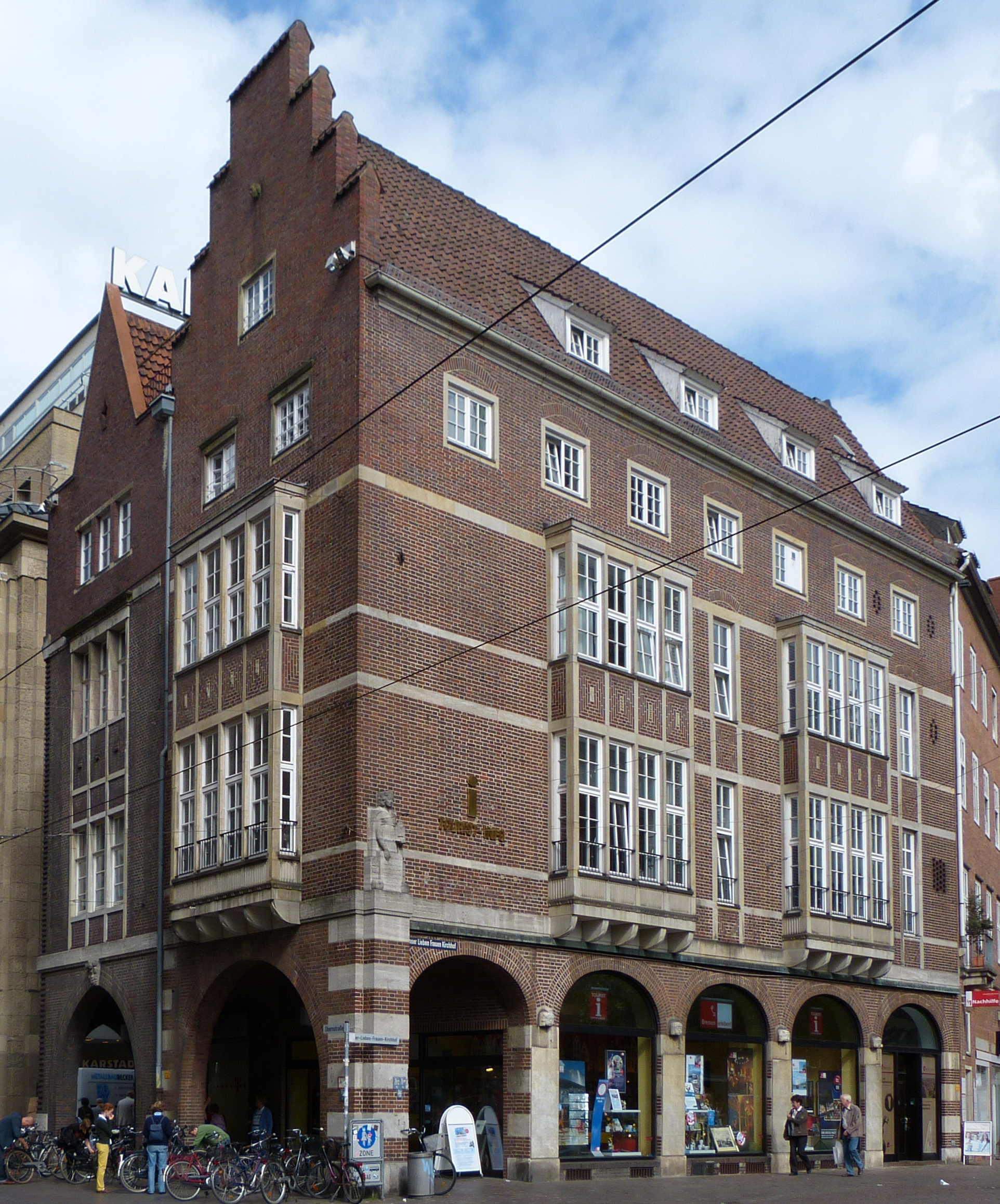
Mit Nachbarhaus Rohlandseck

Das Büro- und Geschäftshaus ehemals Brinckmann und Lange befindet sich in Bremen, Stadtteil Mitte, Ortsteil Altstadt, Sögestraße 1 und Obernstraße 3. Das Haus entstand  1928 nach Plänen von Heinrich Wilhelm Behrens und Friedrich Neumark. Es steht seit 1973 unter Bremer Denkmalschutz.

## Geschichte
Das dreigeschossige, verklinkerte Haus mit den zwei Zwerchgiebeln stammt von 1928. Es wurde nach Plänen von Behrens und Neumark für das alteingesessene Juweliergeschäft Brinckmann und Lange in bester städtischer Lage gebaut. Über dem großen Arkadenbogen im Erdgeschoss steht eine schmale hohe Giebelfront mit vereinfachtem Staffelgiebel und angedeuteten, zweigeschossigem Erkervorbau.

Eine expressionistische Bronzefigur eines Goldschmieds über dem schmalen spitzbogigen Arkadendurchgang an der Sögestraße stammt von dem Bildhauer Engelhard Tölken (1882–1928).
Das Landesamt für Denkmalpflege Bremen schrieb dazu: „Es (das Gebäude) lehnte sich in Form und Material an das 1914 von Carl Eeg und E. Runge erbaute Nachbarhaus, das Haus ‚Rohlandseck‘ an, das nach dem Krieg in vereinfachter und um ein Stockwerk erhöhter Form von Carl Eeg und Albert Meyer wiederaufgebaut wurde … beide Bauten bilden heute eine zusammengehörige Gruppe. In städtebaulich prägnanter Form.“
Nachdem Anfang der 2000er Jahre das exklusive Juweliergeschäft Brinckmann und Lange am Standort aufgegeben wurde, befindet sich heute (2018) im Erdgeschoss ein Handyshop.

## Juweliere Brinckmann & Lange

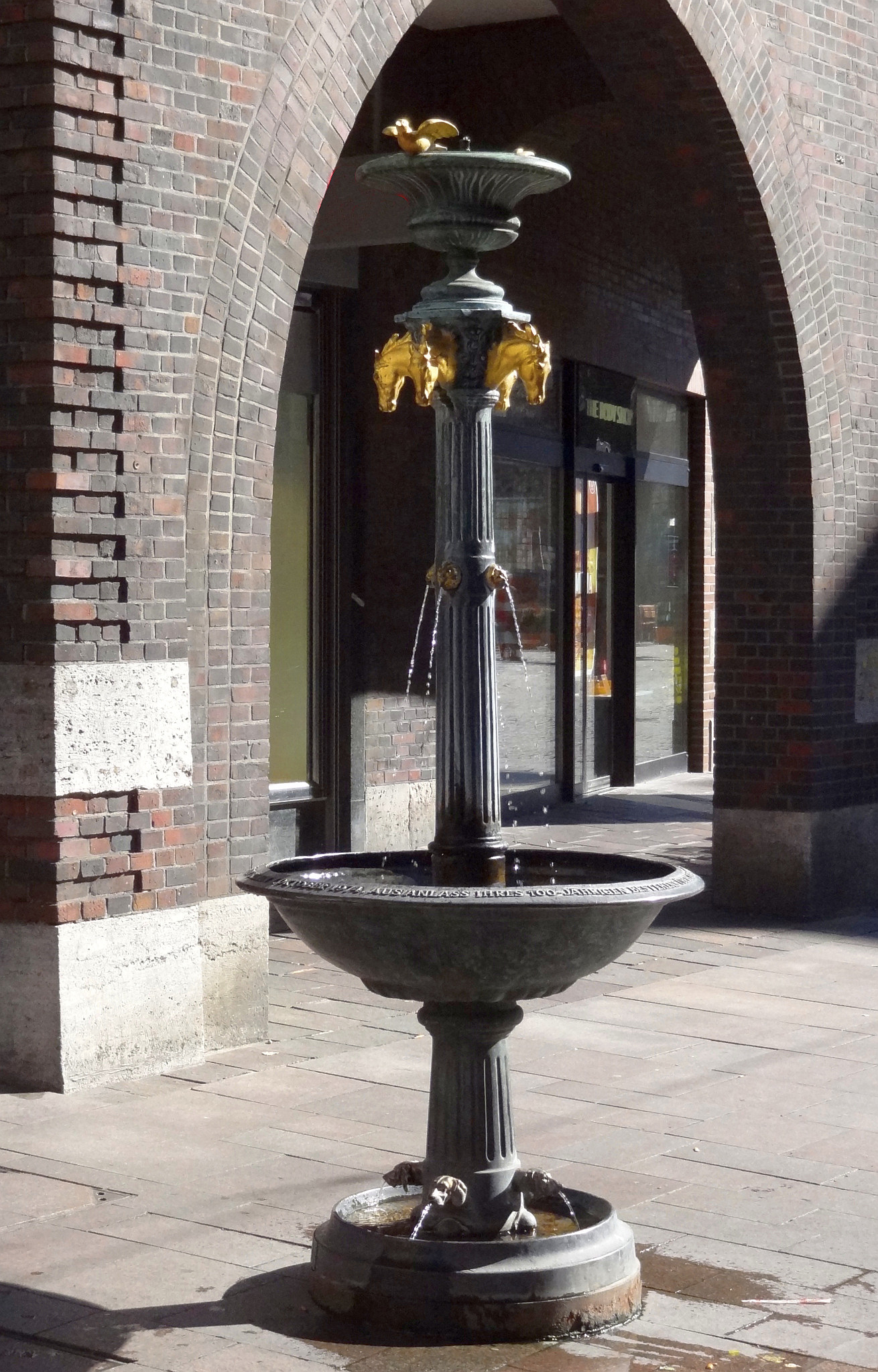
Pferdebrunnen von 1974, Obernstraße

1874 gründeten Adolph Brinckmann (1845–1926) und Gerhard Lange (1858–1924) an der Sögestraße 1 das Juweliergeschäft Brinckmann & Lange. Lange war seit 1891 mit der Tochter von Adolph Brinckmann Henriette Sophie Marie Brinckmann verheiratet. Der Sohn Adolf Lange (1892–1975) führte später das Geschäft. Derzeit wird der Handel über verschiedene Boutiquen betrieben.
Der Tierbrunnen (Bronze mit vergoldeten Motiven) nach einem Entwurf von Gerhard Lange von 1898, 1974 hergestellt in der Bildgießerei Kraas in Berlin, ist das Geschenk des Hauses Brinckmann & Lange an die Stadt Bremen anlässlich des 100-jährigen Bestehens des Unternehmens.
Die Einzelhandelsmarke Brinckmann & Lange wurde im Oktober 2019 durch Christ Juweliere und Uhrmacher seit 1863 GmbH wiederbelebt.